# Весна Јанковић
Весна Јанковић (Београд, 17. август 1947) српска је књижевница и драматург.

## Биографија
Дипломирала је драматургију на Академији за позориште, филм, радио и телевизију у Београду. Постдипломске студије завршила на Факултету политичких наука у Београду. На Телевизији Београд провела је двадесет година као драматург и уредник телевизијске драме у Редакцији играног програма. На почетку књижевне каријере постигла је велики успех драмом Мравињак постављеном у Југословенском драмском позоришту.
Објављује романе, драме и есеје, пише сценарије за филмове. Драме су јој извођене у Југословенском драмском позоришту, Позоришту на Теразијама, Српском народном позоришту у Новом Саду и другим позориштима у Србији. Више њених драмских текстова изведено је на телевизији и радију. Аутор је сценарија за неколико телевизијских и дугометражних филмова.
Живела је у Њујорку, Будимпешти и Милану. Живи и ствара у Београду.

## Признања
- Награда Милош Црњански, 1985,
- Златни ћуран за комедију Мало вике око Мике.

## Романи
- Златна књижица, Просвета, Београд, 1985, 2003, 2011,
- Станари душе, Просвета, Београд, 1990,
- Магичне степенице, Просвета, 2002, 2003,